# Hossō-shū
Cette page contient des caractères spéciaux ou non latins. S’ils s’affichent mal (▯, ?, etc.), consultez la page d’aide Unicode.
 (mars 2022).
Si vous disposez d'ouvrages ou d'articles de référence ou si vous connaissez des sites web de qualité traitant du thème abordé ici, merci de compléter l'article en donnant les références utiles à sa vérifiabilité et en les liant à la section « Notes et références ».
Hossō-shū (法相宗, en japonais; fǎxiàng zōng en chinois (唯识宗 / 唯識宗, pinyin : wéishí zōng) Pŏpsang chong en coréen), soit « école des caractéristiques des phénomènes », est le nom d'un courant du bouddhisme japonais, qui s'inspire  du cittamātra / Yogâcâra indien. Cette école japonaise est une transposition du courant chinois fǎxiàng zōng, introduit en 654 dans le pays du Soleil levant par un moine du nom de Dôshô à son retour d'un séjour en Chine auprès de Xuanzang. 

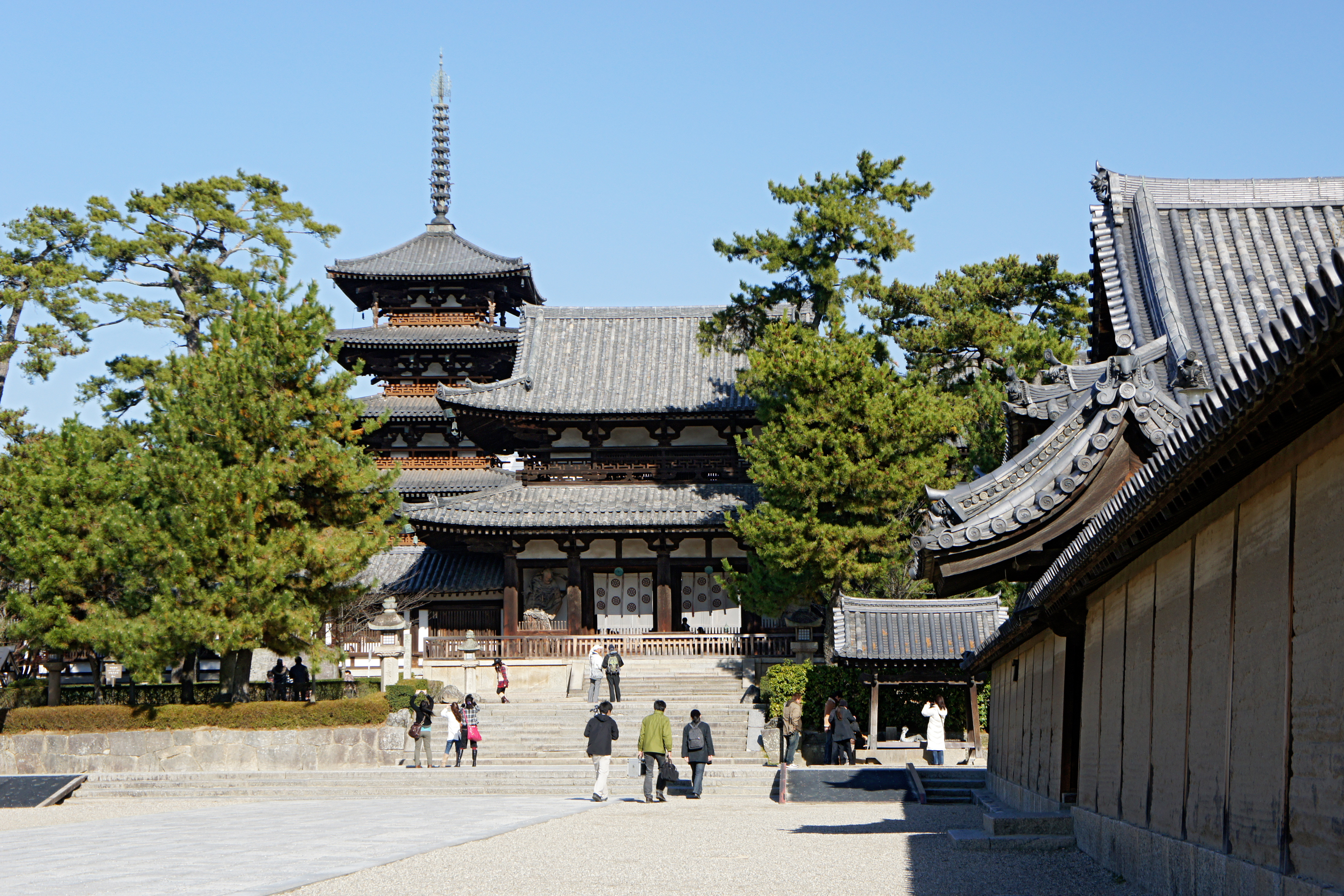
Temple Horyu-ji à Nara, principal temple de l'école Hossô.

En Chine, l'école Faxiang fut fondée dans la seconde moitié du VIIe siècle par Kuiji (窺基), disciple de Xuanzang. Ce dernier avait ramené d'un long son pèlerinage d’Inde plus de six cent cinquante manuscrits, dont  plusieurs portaient sur la conscience pure (japonais, yuishiki; chinois, wéishí zōng); il s’appuya en particulier sur La Trentaine (sanskrit Trimshika, ch. 唯识三十颂 / 唯識三十頌, wéishí sānshí sòng) de Vasubandhu avec le commentaire de Dharmapāla. 

## Appellations
Hossô est la prononciation en japonais du chinois Faxiang (Fa-hsiang), terme qui signifie « caractéristiques des dharmas » (c'est-à-dire des phénomènes). La philosophie de ces écoles était aussi connue au Japon sous le nom de yuishiki, et en Chine de weishi, ces deux termes traduisant le sanskrit vijñapati-mātra qui signifie, lui, « rien-que-conscience »,.

## Caractéristiques
Le nom Faxiang aurait été popularisé par Fazang (法藏, fǎzàng), promoteur de l’école Huayan, pour souligner ce qu'il voyait comme l'infériorité de la conscience pure, qui selon lui ne traite que des caractéristiques apparentes (xiang) des dharmas (fa), alors que le Huayan traite de la nature même de ces phénomènes apparents.

## Histoire de l'école au Japon

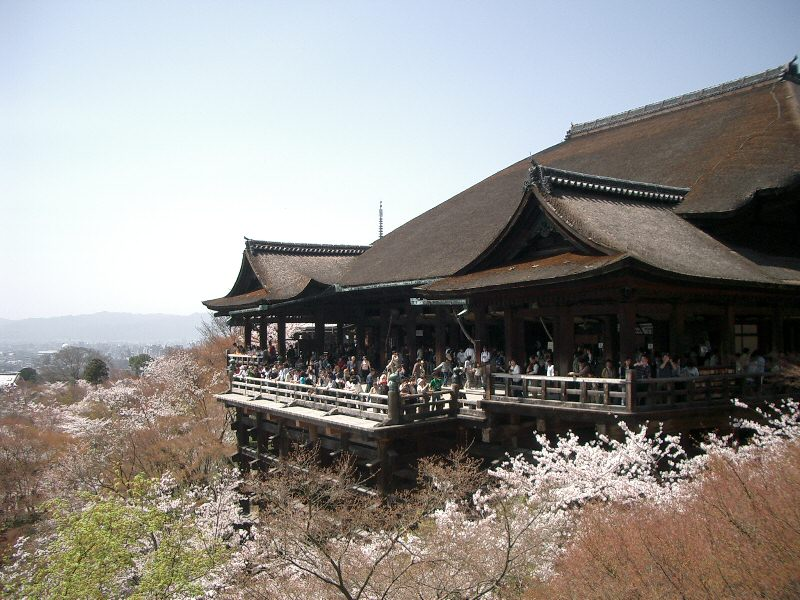
Le temple Kiyomizu, rattaché à la hossō-shū. Kyōto.

L’école est introduite au Japon entre le milieu du VIIe siècle et le début du VIIIe siècle par six moines différents, et elle est l'une des « Six écoles de la capitale du sud » (南都六宗, Nanto roku shū, c'est-à-dire Nara, appelée « capitale du sud » à cette époque). Incontournable pour la philosophie bouddhiste de la fin de la période Nara, elle est celle qui résiste le mieux à la montée des écoles Shingon et Tendai durant la période Heian. Très diminuée en tant qu’école indépendante dès le XIIIe siècle, il ne subsiste plus au XXIe siècle qu’un petit groupe de pratiquants déclarés. Il n’en demeure pas moins que la pensée de la conscience pure a exercé une grande influence aussi bien en Chine qu’au Japon, en particulier sur les écoles Tiantai, Huayan et Zen.

#### Textes
- Vasubhandu (trad. du tibétain, introduction, présentations et notes par Philippe Cornu), Cinq traités sur l'esprit seulement, Paris, Fayard, coll. « Trésors du bouddhisme », 2008, 302 p. (ISBN 978-2-213-63604-7)Contient "Le Traité des cinq agrégats", "La Discussion sur les preuves du karma", "La Vingtaine", "La Trentaine", "L'Enseignement qui certifie les trois natures".

#### Études
- Émile Steinilber-Oberlin, Le bouddhisme japonais, Paris, Sully, 2018 (1re éd. 1930 Les sectes bouddhiques japonaises. Histoire, doctrines philosophiques, textes, les sanctuaires), 266 p. (ISBN 978-2-354-32315-8), chap. IV (« École Hossô »), p. 53-61
- (en) E. Dale Saunders, Buddhism in Japan. With Outline of its Origins in India, Philadelphia, University of Pennsylvania Press, 1971 (1re éd. 1964), 328 p. (ISBN 0-812-21006-9), p. 119-124 et passim
- Kenneth Ch'en (trad. par Dominique Kych; Bibliographie additionnelle par Sylvie Hureau, p. 535-559), Histoire du Bouddhisme en Chine [« Buddhism in China. A Historical Survey »], Paris, Les Belles Lettres, 2015 (1re éd. 1964), 587 p. (ISBN 978-2-251-44531-1, présentation en ligne), p. 317-321 (L'école Faxiang)

#### Dans la littérature
- Yukio Mishima, La Mer de la fertilité (tétralogie romanesque), 1967-1971. Gallimard, coll. « Quarto », 2004 V. en particulier le tome 3, Le temple de l'aube.
- Stéphane Giocanti, Yukio Mishima et ses masques, L'Harmattan, 2021. (Voir le chap. « Le masque des masques »).